# Стен Мортенсен
Стен Мортенсен (англ. Stan Mortensen, нар. 26 травня 1921, Саут-Шилдс — пом. 22 травня 1991) — англійський футболіст, центральний нападник. По завершенні ігрової кар'єри — тренер. Входить до списку «100 легенд Футбольної ліги».

## Клубна кар'єра
У дорослому футболі дебютував 1941 року виступами за команду клубу «Блекпул», в якій провів 14 сезонів, взявши участь у 317 матчах чемпіонату.
З 1943 по 1945 рік у воєнний час грав у складі клубів «Бат Сіті» та «Арсенал».
Після завершення війни повернувся до «Блекпула». Більшість часу, проведеного у складі «Блекпула», був основним гравцем команди. У складі «Блекпула» був головним бомбардиром команди і протягом багатьох років, партнером Стенлі Метьюза.
Протягом 1955—1959 років захищав кольори клубів «Халл Сіті», «Саутпорт» та «Бат Сіті».
Завершив професійну ігрову кар'єру у нижчоліговому клубі «Ланкастер Сіті», за команду якого виступав протягом 1960—1962 років.

## Виступи за збірну
1947 року дебютував в офіційних матчах у складі національної збірної Англії. Протягом кар'єри у національній команді, яка тривала 7 років, провів у формі головної команди країни 25 матчів, забивши 23 голи.
У складі збірної був учасником чемпіонату світу 1950 року у Бразилії.

## Кар'єра тренера
Розпочав тренерську кар'єру, повернувшись до футболу після невеликої перерви, 1967 року, очоливши тренерський штаб клубу «Блекпул». Досвід тренерської роботи обмежився цим клубом.

## Досягнення
- Володар Кубка Англії: 1952—53
- Володар Суперкубка Англії: 1950